# Numedalslågen
Numedalslågen, ook wel Lågen, is een rivier in Noorwegen. De rivier stroomt door het Numedal door de provincies Vestfold og Telemark en Viken.